# Antonín Viktora
Antonín Viktora (* 29. Mai 1943 in Hodonín, Protektorat Böhmen und Mähren; † 29. Mai 2014) war ein tschechischer Jazzgitarrist.
Viktora spielte ab den 1970er-Jahren im tschechoslowakischen Jazz u. a. mit Jiří Suchý, der Vokalgruppe C&K Vocal (1973/74), mit Jazz Sanatorium Luďka Hulana (1977–79), Karel Velebný & SHQ, Skupina Emila Viklického und leitete in den 1980er-Jahren die Antonín Viktora Group, mit Milan Vitoch, Petr Kořínek und Ľubomír Tamaškovič. Im Bereich des Jazz war er zwischen 1977 und 2004 an acht Aufnahmesessions beteiligt, u. a. mit Luděk Hulan, Emil Viklický und dem Swing Kvartet v Redutě.